# Гоголівка (Курська область)
Гоголівка (рос. Гоголевка) — село в Суджанському районі Курської області Російської Федерації.
Населення становить 184 особи. Входить до складу муніципального утворення Заолешенська сільрада. На 7 серпня 2024 знаходиться у «сірій зоні».

## Історія
Населений пункт розташований на території українського етнічного та культурного краю Східна Слобожанщина.
Від 2004 року входить до складу муніципального утворення Заолешенська сільрада.

## Населення
| 2002 | 2010 |
| ---- | ---- |
| 201  | ↘184 |